# 纹胸星喉蜂鸟
纹胸星喉蜂鸟（学名：[Heliomaster squamosus] 错误：{{Lang}}：文本有斜体标记（帮助）），是雨燕目蜂鸟科的一种鸟类。
纹胸星喉蜂鸟体重约5.9克，翼长约56毫米，嘴峰长约32.4毫米，喙宽度约2.6毫米，喙厚度约2.4毫米，跗蹠长约3.1毫米，尾长约35.2毫米。纹胸星喉蜂鸟在其分布区内为留鸟，其栖息在密集的高大树木组成的森林中，食性为草食性，主要食物来源是植物的花蜜。
纹胸星喉蜂鸟分布于巴西东部（伯南布哥州至巴伊亚州、戈亚斯州和圣保罗州）。该物种是单型物种，没有亚种分化。